# Brooklyn Nets
Los Brooklyn Nets (en español, Redes de Brooklyn) son un equipo profesional de baloncesto de los Estados Unidos con sede en la ciudad de Nueva York. Compiten en la División Atlántico de la Conferencia Este de la National Basketball Association (NBA) y disputan sus partidos como locales en el Barclays Center, ubicado en el barrio de Brooklyn.
El equipo fue fundado en 1967 con el nombre de New Jersey Americans y comenzó jugando en la ABA. En 1968 la franquicia se mudó a Nueva York, donde adoptaron el nombre de New York Nets. Con este nombre ingresaron en la NBA en 1976. Un año después regresaron a Nueva Jersey, donde se llamaron New Jersey Nets, hasta que en el año 2012 se trasladaron a Brooklyn y pasaron a ser denominados Brooklyn Nets.
A lo largo de su historia, los Nets han logrado dos campeonatos de la ABA, dos títulos de conferencia y cinco títulos de división (uno de ellos en la ABA). Sus éxitos más recientes datan de 2002 y 2003, donde alcanzaron de manera consecutiva las Finales de la NBA.

## Historia

### 1967-1976: Fundación y años en la ABA
La franquicia se estableció en 1967 como parte de la ABA, con el magnate empresario camionero Arthur J. Brown como dueño. Brown había tenido intenciones de nombrar al equipo como New York Freighters, jugando en la armería del 69.º regimiento en el lado este de Manhattan, pero la presión ejercida por los New York Knicks forzó al equipo a mudarse a la armería en Teaneck, Nueva Jersey, cambiando su nombre por el de New Jersey Americans. No sería la última vez que los Knicks afectarían directamente el futuro de la franquicia.
Los Americans tuvieron una buena primera temporada, empatando con los Kentucky Colonels por el último puesto en los playoffs de la División Este. Sin embargo, la armería estaba ocupada, obligando a los Americans a buscar un pabellón de reemplazo de último minuto. Encontraron un lugar en Commack, Nueva York, el Long Island Arena. Cuando los Americans y los Colonels llegaron para el juego, se encontraron con que al piso de juego le faltaban muchas tablas y tornillos. El comisionado de la liga George Mikan postergó el juego debido a este inconveniente.

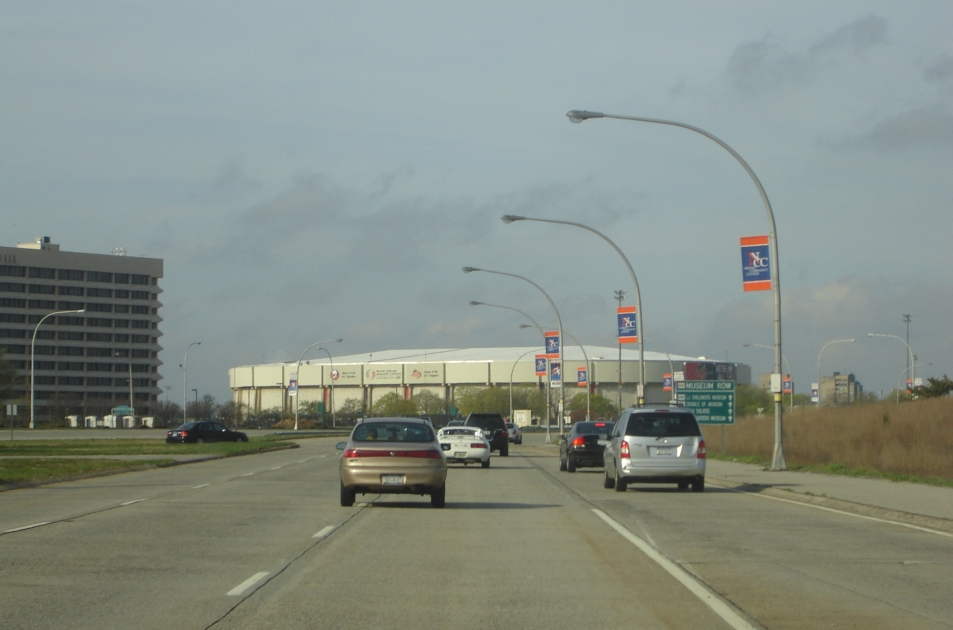
Los New York Nets jugaron en el Nassau Coliseum de Long Island desde 1971 hasta 1977.

Para la segunda temporada, el equipo optó por permanecer en Long Island, cambiando su nombre por el de New York Nets. El equipo fue renombrado como "Nets" para que el nombre de este estuviera en concordancia con los otros dos equipos deportivos profesionales de Nueva York que en ese momento jugaban en Long Island, el equipo de la MLB New York Mets, y el equipo de fútbol americano New York Jets.
El equipo terminó último en su primera temporada en Nueva York. Brown vendió el equipo a Roy Boe, empresario textil, luego de esa temporada. Boe se hizo cargo enseguida durante el final de la temporada de 1969. Luego de fallar en su intento de contratar al jugador de la UCLA Lew Alcindor, quien fue elegido en el draft y luego contratado por el equipo de la NBA Milwaukee Bucks. El Island Garden en West Hempstead se convirtió en su nueva casa y los Nets finalizaron terceros alcanzando la primera ronda de los playoffs en 1969-70. Un año después el equipo adquirió a Rick Barry proveniente de Washington Capitols.
Luego de dos años el equipo volvió a mudarse, esta vez hacia el nuevo Nassau Veterans Memorial Coliseum en Uniondale para la temporada 1971-72.
En 1972, dos años después de la contratación de Barry, los Nets llegaron a las finales de la ABA. Sin embargo, no pudieron con los Indiana Pacers y perdieron la serie por 4-2. Barry partió pasada esa postemporada, luego de la cual los Nets enfrentaron una etapa de reordenamiento. La temporada 1972-73 fue decepcionante, ya que los Nets solamente ganaron 30 partidos.
En la temporada 1973-74 los Nets finalmente lograron juntar todas las piezas. Aunque la clave llegó a finales de 1973 cuando los Nets contrataron a Julius Erving de Virginia Squires. Con Erving, conocido como "Dr. J," los Nets lograron un equipo competitivo, terminando la temporada con un récord de 55 victorias. Erving fue elegido Jugador Más Valioso de la ABA, y el equipo tuvo un excelente desempeño en los playoffs para ganar su primer título, luego de derrotar a Utah Stars en las finales ABA de 1974.
El éxito continuó en la temporada siguiente logrando el récord que aún se mantiene en la franquicia de 58 partidos ganados en una temporada regular. Sin embargo, la suerte no los acompañó en los playoffs y fueron eliminados cuatro juegos a uno por Saint Louis Spirits en la primera ronda de 1975.
Los Nets continuaron ganando en la temporada 1975-76 -la última en la historia de la ABA- con Erving liderándolos a un récord de 55 victorias en la temporada regular; "Dr. J" fue nuevamente elegido MVP. Derrotaron a Denver Nuggets en seis juegos en una serie sumamente exigente, y se hicieron con el último campeonato ABA en la historia de esta liga logrando el segundo campeonato en 3 años.

### 1976-1980: Ingreso en la NBA y regreso a Nueva Jersey

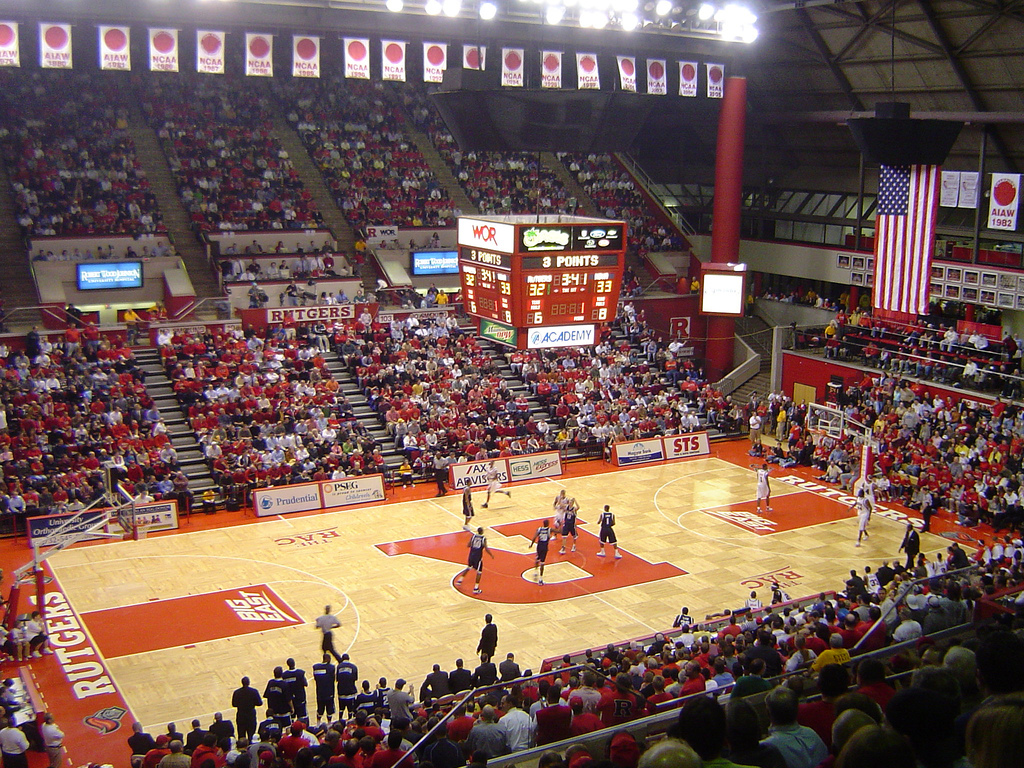
De 1977 a 1981 regresaron a Nueva Jersey y el Louis Brown Athletic Center de la Universidad de Rutgers fue su hogar.

Durante el verano de 1976, la ABA y la NBA se fusionaron. Como parte del acuerdo, cuatro franquicias de la ABA, Nets, Nuggets, Pacers y San Antonio Spurs, pasaron a integrar la NBA. Los Nets y los Nuggets habían solicitado la adhesión a la NBA en 1975. Antes de su primera temporada NBA, cambiaron a Kansas City Kings dos selecciones en el draft por el base Nate Archibald. Los Nets parecían estar preparados para continuar como habían terminado en la ABA.
Sin embargo, se llevaron una desagradable sorpresa cuando los Knicks los obligaron a pagarles 4.8 millones de dólares por "invadir" su territorio NBA. Sumado eso a los 3 millones de dólares que el equipo había debido pagar para unirse a la NBA, Boe, por la falta de dinero, no pudo cumplir con el aumento que le había prometido Ervin, y como este se negó a jugar para los Nets bajo esas condiciones, no tuvo más remedio que venderlo a los Philadelphia 76ers por 3 millones de dólares. Sin Erving, el equipo dio la temporada como una causa perdida. Sin embargo, perdieron toda esperanza cuando Archibald sufrió una lesión en su pie en enero. El equipo terminó con el peor récord de la liga, 22-60.
Previo al inicio de la temporada 1977-78, Boe mudó la franquicia nuevamente a Nueva Jersey, y el equipo pasó a llamarse New Jersey Nets. Mientras esperaban que terminaran la construcción de un nuevo estadio en el Meadowlands Sports Complex, jugaron cuatro temporadas en el Louis Brown Athletic Center en el campus de la Universidad de Rutgers, conocido en ese tiempo como Rutgers Athletic Center. En 1978, Boe vendió la franquicia a un grupo de siete empresarios locales (liderados por Joe Taub y Alan Cohen) quiénes fueron conocido como los "Secaucus Seven". Los primeros cuatro años en Nueva Jersey fueron para el olvido, ya que sufrieron cuatro años de derrotas sin llegar incluso a los playoffs.

### Años 1980

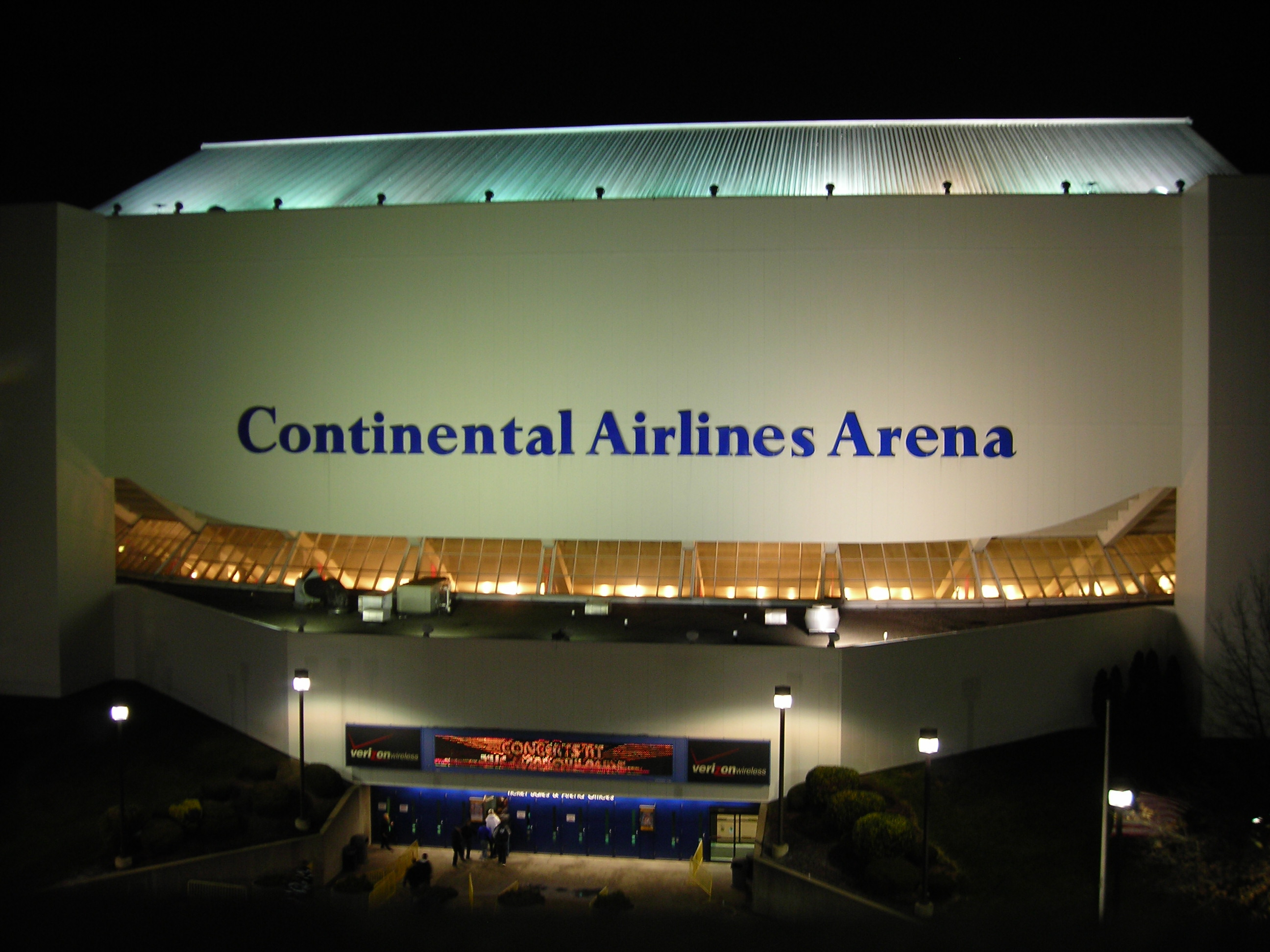
Continental Airlines Arena, pabellón del equipo desde 1981.

El equipo se mudó al Brendan Byrne Arena (actualmente conocido como Continental Airlines Arena) en 1981 y experimentaron un modesto éxito durante cuatro buenas campañas. En la temporada 1982-83, bajo el mando de Larry Brown, los Nets estaban viviendo su mejor temporada desde su llegada a la NBA. Sin embargo, Brown aceptó el cargo de entrenador de la Universidad de Kansas durante el último mes de la temporada y fue desafectado del equipo. No se recuperarían del cambio de entrenador y perderían en la primera ronda de los playoffs.
En la temporada 1983-84, armaron lo que pensaron era el mejor equipo desde su inicio en la liga. Liderados por Darryl Dawkins, Buck Williams, Otis Birdsong, y Micheal Ray Richardson, el equipo ganó su primera serie en un playoff de la NBA, derrotando al campeón defensor, Philadelphia 76ers en la primera ronda de 1984 previo a caer en seis juegos frente a Milwaukee Bucks en las semifinales de la Conferencia Este.
El equipo se plagó de lesiones durante la temporada 1984-1985, sin embargo el equipo logró 42 victorias antes de ser eliminados de los playoffs por Detroit Pistons. Los Nets no clasificarían para los playoffs durante las siete siguientes temporadas (entre 1984 y 1992) y no tendrían un récord positivo en ocho años.

### Años 1990
En los tempranos 1990 los Nets comenzaron a mejorar sus resultados nuevamente por el impulso de un grupo de jóvenes, entre ellos se destacan los elegidos en el draft, Derrick Coleman, Kenny Anderson y Dražen Petrović, proveniente de un cambio con Portland Trail Blazers. A pesar de tener un récord negativo durante la temporada 1991-92, los Nets clasificaron para los playoffs, perdiendo con Cleveland Cavaliers en la primera ronda, tres juegos a uno.
El equipo mejoró significativamente en 1992-93, liderado por el trío formado por Coleman, Petrovic y Anderson y el nuevo entrenador Chuck Daly. Sin embargo, a finales de la temporada se lesionaron Anderson y Petrovic, por lo cual sufrió una racha negativa de una victoria en diez partidos. El equipo terminó con un récord de 43-39, en la sexta posición de la Conferencia Este, y se volvieron a enfrentar a los Cavaliers en la primera ronda. Con Anderson recuperado de una fractura de mano y Petrovic jugando con una lesión en la rodilla, los Nets perdieron en el quinto juego de una reñida serie. Sin embargo, el optimismo del equipo fue destruido el 7 de junio, cuando Petrovic sufrió un accidente automovilístico en Alemania en el cual perdió la vida a la edad de 28 años.
A pesar de la devastadora pérdida de Petrovic, el equipo ganó 45 partidos durante la temporada 1993-94, perdiendo en la primera ronda de playoffs de 1994 frente a New York Knicks. Daly renunció a su cargo al término de la temporada y fue reemplazado por Butch Beard.
La siguiente temporada no contaría con Coleman en los Nets, ya que fue traspasado a Philadelphia 76ers en una operación que trajo a Shawn Bradley, entre otros. 
El equipo tuvo una difícil segunda mitad de década. Durante este período uno de los problemas de la NBA era el de cuidar la imagen de sus deportistas, y alejarlos del estereotipo de jugador egoísta e inmaduro que se estaba formando. Uno de los mejores ejemplos de ese problema eran los Nets. En 1995, Coleman apareció en la portada de Sports Illustrated como ejemplo significativo de ese problema. Anderson, Benoit Benjamin, Dwayne Schintzius y Chris Morris eran otros posibles candidatos para aparecer en la portada de la revista. En las temporadas 1994-95 y 1995-96 los Nets terminaron con idénticos récords de 30-52.
En un esfuerzo por reconstruir el equipo, Kenny Anderson fue traspasado con Gerald Glass a Charlotte Hornets a cambio de Kendall Gill y Khalid Reeves. Kerry Kittles fue seleccionado en el draft de 1996 y Sam Cassell llegó a mediados de temporada. Además, John Calipari se hizo cargo del equipo en la temporada 1996-97. Sin embargo las cosas no funcionaron y se terminó con un balance de 26-56.
En junio de 1997, adquirieron a Keith Van Horn, Lucious Harris, entre otros, por Tim Thomas. El único jugador de principios de los años 1990 que quedó en el equipo fue Jayson Williams.
La temporada 1997-98 fue la única luz en una época oscura en los últimos años de la década de los 90. El equipo jugó bien bajo el mandato de Calipari, ganando 43 partidos y clasificándose para la postemporada en el último día de la temporada regular. El equipo quedó octavo en la Conferencia Este y perdió con Chicago Bulls en tres partidos.
El "Secaucus Seven" vendió el equipo en 1998 a un grupo de agentes inmobiliarios de la ciudad, quienes al año siguiente firmaron un acuerdo con el dueño de los New York Yankees, George Steinbrenner formando YankeeNets, una compañía que sería propietaria de ambos equipos lo que traería un incremento en la influencia a la hora de firmar futuros contratos de transmisión radio-televisiva. Después de recibir ofertas de numerosas transmisoras, incluyendo al que era en hasta ese momento el portador de los derechos Cablevision, YankeeNets decidió lanzar una nueva compañía televisiva deportiva regional llamada YES Network.
La temporada 1998-99 comenzó mal para New Jersey con Cassell lesionado en el primer encuentro. Con una racha de 3-15, los Nets enviaron a Cassell y a Chris Gatling a los Bucks, y adquirieron a Stephon Marbury de Minnesota Timberwolves. Luego de otras dos derrotas, Calipari fue despedido de su cargo como entrenador. El equipo nunca se recuperaría de su pobre comienzo y finalizaría la temporada con un récord de 16-34.

### Años 2000
En 2000, los Nets contrataron a Rod Thorn como nuevo presidente del equipo, un ejecutivo de larga historia en la NBA, conocido por haber sido el responsable de elegir en el draft a Michael Jordan en su época como gerente general de los Bulls. Inmediatamente, comenzó a formar el equipo más talentoso desde los campeonatos ganados en la ABA a mediados de los años 1970. Como primera medida contrató a Byron Scott como entrenador. Con la primera elección en el Draft de 2000, seleccionaron a Kenyon Martin de la Universidad de Cincinnati. En la noche del draft de 2001, cambiaron los derechos de su elección en primera ronda (Eddie Griffin) a Houston Rockets por sus elecciones en el draft, Richard Jefferson, Jason Collins y Brandon Armstrong.

### 2001-2008: La era de Jason Kidd
Poco tiempo después del Draft de 2001, Thorn realizó su decisión más arriesgada. Cambió a Stephon Marbury por otro base All-Star, Jason Kidd, de Phoenix Suns. El cambio le dio al equipo algo que había estado faltando desde sus inicios en la NBA, un líder que hiciera destacar a sus compañeros.

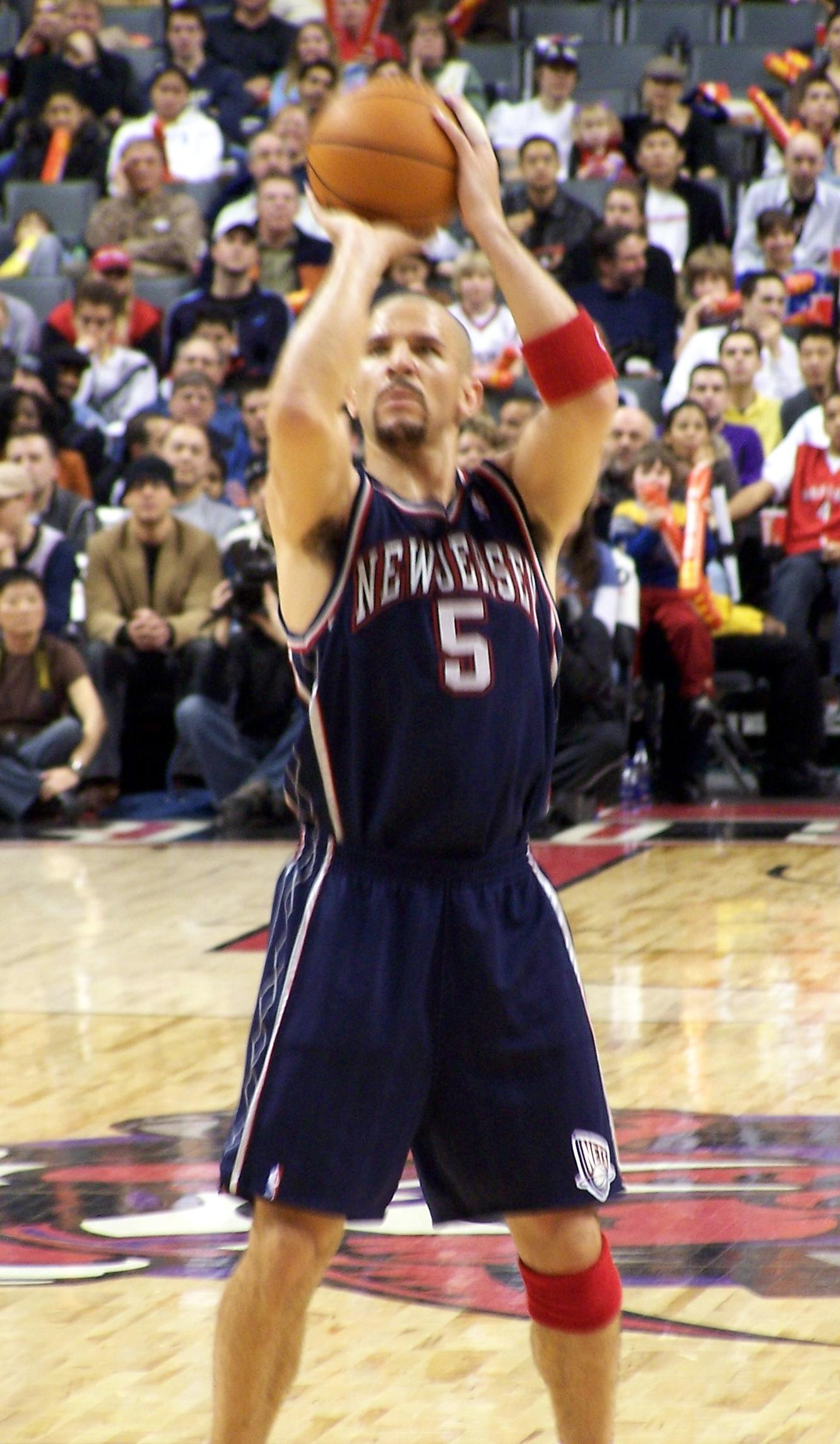
Jason Kidd fue la pieza clave de los Nets a principios de siglo.

Esa temporada fue la mejor de los Nets en su historia en la NBA. El equipo ganó su primer título de la División Atlántico, finalizando la temporada regular con un récord de 52-30 y clasificando primero en la Conferencia Este para enfrentarse a Indiana Pacers en la primera ronda del playoff de 2002.
Calificado por la revista "Slam Magazine" como "The Best TEAM in the World" ("El mejor EQUIPO del mundo"). El quinteto inicial de New Jersey Nets en 2002 (Kenyon Martin, Todd MacCulloch, Jason Kidd, Keith Van Horn y Kerry Kittles) aparecía en la portada de mayo de la revista.
Tras perder el primer encuentro como local, se hicieron con la victoria en los dos partidos siguientes para perder nuevamente en el cuarto. Los Nets disputaron uno de los partidos más memorables en la historia de los playoffs de la NBA. El equipo ganaba de nueve puntos a falta de cinco minutos, sin embargo Reggie Miller convirtió un triple lejanísimo sobre la bocina, llevando el partido a la prórroga (repeticiones posteriores mostraron que el lanzamiento de Miller no estaba dentro del tiempo reglamentario). Después de que Miller obligara a jugar un segundo tiempo extra con un mate, los Nets no le dieron más ventaja al adversario y finalizaron el encuentro 120-109. Es el único partido en la historia de la NBA en que todos los cuartos, el primero, el segundo, el tercero, el último y el primer tiempo extra finalizaron empatados.
En la semifinal de conferencia, derrotaron a Charlotte Hornets por un contundente 4-1, avanzando a la final de conferencia por primera vez, en la cual se enfrentarían a Boston Celtics. New Jersey comenzó ganando el primer partido pero perdió el segundo como local. En el tercer choque, los Nets vencían por 21 puntos entrando en el período final, pero los Celtics consumaron una de las remontadas más recordadas de los últimos tiempos y ganaron 94-90 para liderar la serie 2-1. En el cuarto encuentro, disputado en Boston, los Nets lideraron la mayor parte del partido, pero una vez más los Celtics se las ingeniaron para empatar faltando un minuto por jugar. Pero este no se les escaparía de las manos y empataron la serie a dos. En el quinto partido, los Nets tuvieron una racha de 20-1 en el último cuarto para finalizar 103-92 y pasar a liderar 3-2 la serie. En el sexto juego, perdían por 10 al término de la primera mitad, pero se recuperaron en la segunda mitad. Un triple de Van Horn con 50 segundos faltando para el término del encuentro sentenció la victoria y el campeonato de la Conferencia Este (NBA) a favor de los Nets.
En las Finales de la NBA de 2002, los Nets fueron barridos de la serie por unos Lakers liderados por Shaquille O'Neal y Kobe Bryant.
Previo al inicio de la temporada 2002-03, cambiaron a Van Horn para obtener a Dikembe Mutombo procedente de los Sixers. El cambio con el fin de mejorar al equipo no funcionó ya que Mutombo estuvo en el banco casi toda la temporada a causa de una lesión en la muñeca, además tuvo poca participación en los playoffs debido a diferencias con el entrenador Byron Scott. A pesar de la ausencia de Mutombo, finalizaron con un récord de 49-33 volviendo a obtener el título de la División Atlántico. En los playoffs de 2003, ganaron su segundo campeonato de conferencia seguido. Derrotaron a Milwaukee Bucks en la primera ronda, y luego barrieron a los Celtics y Detroit Pistons en series consecutivas para avanzar a las Finales de la NBA de 2003, esta vez enfrentando a San Antonio Spurs. La serie terminó empatada luego de los cuatro primeros juegos, pero los Nets estuvieron muy erráticos durante el quinto juego perdiendo el encuentro. En el sexto encuentro, los Nets lideraban por 10 puntos con 10 minutos por jugar, pero una racha de 19-0 de los Spurs les concedió el título en el sexto juego de la serie.
Tras acabar la temporada, Kidd se convirtió en agente libre y los Spurs intentaron que firmara con ellos. Sin embargo, Kidd volvió a firmar con los Nets, alegando que tenía "trabajo sin finalizar" en Nueva Jersey. Otro factor decisivo fue la contratación del agente libre Alonzo Mourning. Pero Mourning se perdería casi toda la temporada 2003-04 a causa de una infección en los riñones.
En 2004, volvieron a obtener el título de la División Atlántico, y después de derrotar al rival de la localidad vecina, New York Knicks en primera ronda, su carrera hacia el título de conferencia se vio interrumpida en las semifinales al ser derrotado por Detroit Pistons, a la postre campeón de la NBA. Los cuatro primeros juegos se los repartieron en partes iguales, los Nets ganaron en el quinto encuentro en Detroit en triple tiempo extra, pero cayó al siguiente partido en Nueva Jersey. Los Pistons ganaron el encuentro decisivo y se alzaron con el título de conferencia por 4-3. Jason Kidd, jugando con una lesión en la rodilla que requeriría cirugía al finalizar la temporada, fue contenido no permitiéndole anotar muchos puntos.
Después de esta temporada, los Nets se vieron forzados a desprenderse de Kerry Kittles y Kenyon Martin, a Los Angeles Clippers y Denver Nuggets respectivamente, porque el nuevo dueño Bruce Ratner no tenía intenciones de pagarles el resto de lo firmado en los contratos. A cambio de dos jugadores claves para el reciente éxito del equipo recibieron solamente elecciones para el draft. Sin embargo, luego de un pobre comienzo de temporada en la temporada 2004-05 y no poder contar con los servicios de Richard Jefferson en toda la temporada a causa de una lesión, los Nets adquirieron al jugador estrella de Toronto Raptors Vince Carter a cambio de Mourning, que sería liberado por los Raptors (y subsecuentemente contratado por Miami Heat), Eric Williams, Aaron Williams y elecciones en el draft.

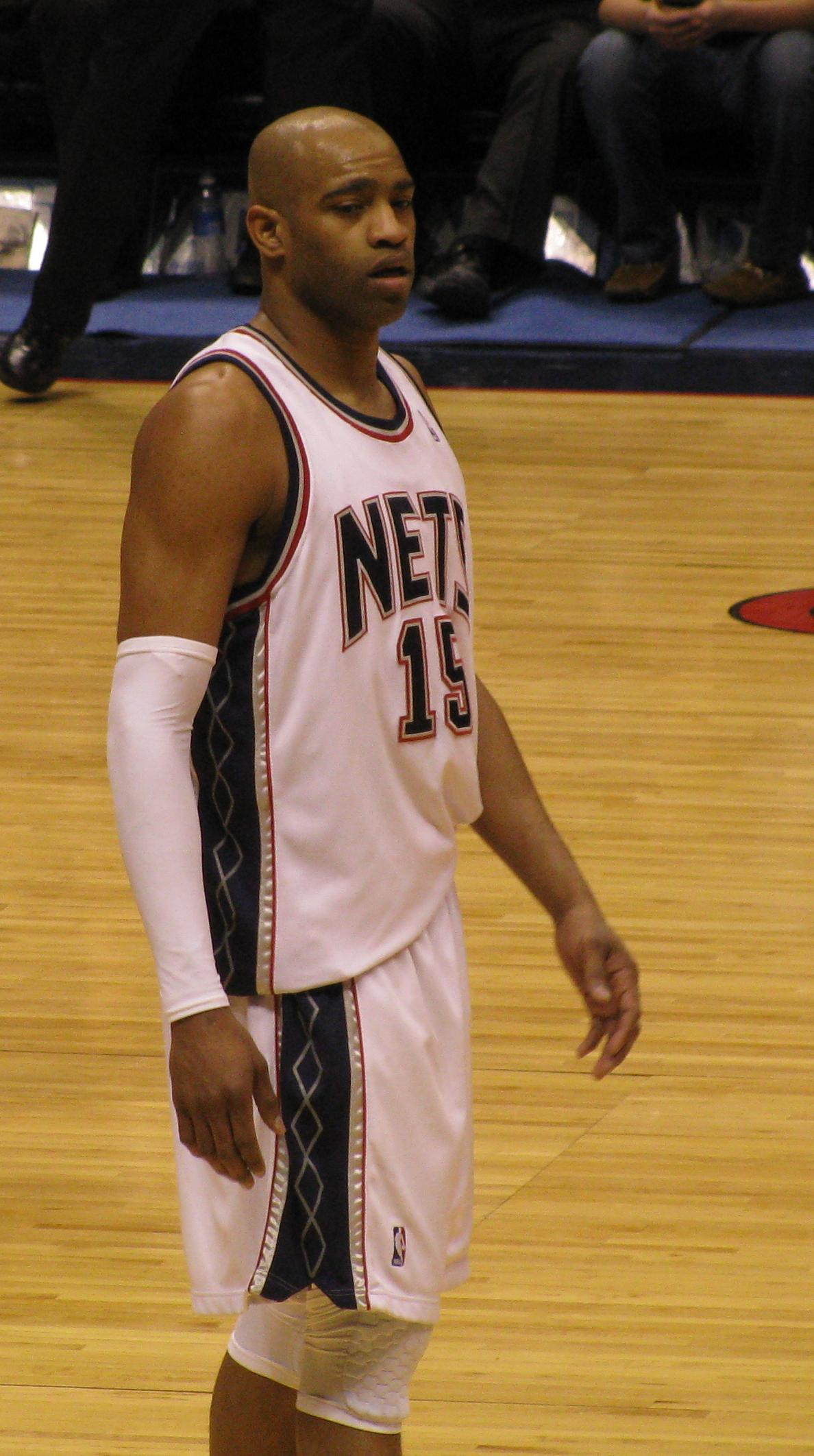
Vince Carter, Vinsanity, llegó al equipo en 2004.

Aquella temporada, Vince Carter fue elegido para el All-Star Game en 2005. Originalmente nombrado como reserva, pasó a ser titular debido a la lesión de Jermaine O'Neal.
Junto a Kidd, Carter levantó al equipo de estar a más de 10 partidos de entrar en los playoffs a conseguir el último puesto en la Conferencia Este. Sin embargo, los Nets no pudieron frenar a O'Neal nuevamente, aún con la vuelta de Jefferson y fueron barridos en la primera ronda de los playoffs de 2005. Durante el receso de 2005, los Nets hicieron todo lo posible por conseguir un ala pivot de calidad para arrancar como titular y así llenar el vacío en ese puesto ya que todos los ala pívots talentosos habían sido elegidos ya en el draft.
Los Nets tenían intenciones de contratar a Shareef Abdur-Rahim, aunque les costó llegar a un acuerdo con Portland finalmente fue rechazado por no pasar los controles físicos debido a la existencia de una lesión preexistente en la rodilla. En su lugar fue contratado Marc Jackson proveniente de los Sixers. Volvieron a fichar Clifford Robinson por dos años en consecuencia de la baja de Brian Scalabrine. También fue necesario conseguir un suplente para Kidd, primeramente se intentó conseguir a Keyon Dooling aunque se terminó contratando a Jeff McInnis.
Empezaron mal la temporada 2005-06, con un récord de 9-12 en los primeros 21 partidos. A pesar de eso, apoyado en el trío Carter, Kidd y Jefferson ganaron los siguientes 10 para alcanzar el liderazgo de la división. Tras esta racha ganadora, volvieron al juego mediocre del comienzo (ganando solamente 13 de los próximos 29 encuentros). Sin embargo, a partir del 12 de marzo consiguieron una racha de 14 triunfos consecutivos, la racha más larga de la temporada igualando el récord de la franquicia establecido en 2004. La racha finalizó el 8 de abril de 2006 cuando cayeron ante los Cavaliers por 108-102.
El equipo finalizó la temporada con un récord de 49-33. Alcanzaron el cuarto título de división en los últimos 5 años y el tercer puesto en los playoffs enfrentando a Indiana Pacers en primera ronda. Volvieron a medirse con Miami Heat, sufriendo nuevamente la derrota en la serie. Al final de la temporada, Jason Kidd formó parte del equipo defensivo del año. La equipación también sufrió modificaciones. Los Nets adoptaron el color rojo para la camiseta alternativa en la temporada 2006-07, sustituyendo a la gris anterior.
La temporada 2006-07, a pesar de comenzar de manera gris, tuvo un final positivo a pesar de las numerosas lesiones que acecharon al equipo, entre ellas las de Nenad Krstić y Jefferson. Los Nets consiguieron un balance de 41-41 y perdieron el título de división ante Toronto Raptors. El equipo entró a playoffs como sexto clasificado en la conferencia Este, y precisamente se enfrentaron en primera ronda con los Raptors, a los que eliminaron en seis partidos. En la siguiente ronda, la temporada finalizó para los Nets tras caer por 4-2 frente a Cleveland Cavaliers.
La siguiente campaña fue una decepción para los aficionados de los Nets, que a pesar de comenzar con grandes expectativas, el equipo no logró clasificarse para la postemporada por primera vez en siete años. El 19 de febrero de 2008, Jason Kidd, Malik Allen y Antoine Wright fueron traspasados a Dallas Mavericks a cambio de Devin Harris, Keith Van Horn, Maurice Ager, DeSagana Diop, Trenton Hassell, tres millones de dólares y las elecciones de primera ronda de los drafts de 2008 y 2010.

### 2008-2012: Últimos años en Nueva Jersey
Los Nets continuaron con su reconstrucción traspasando en el verano de 2008 a Richard Jefferson a los Milwaukee Bucks a cambio de Yi Jianlian y Bobby Simmons. Por segunda campaña consecutiva, los Nets se quedaban sin disputar los playoffs. A la baja de Kidd y Jefferson se sumaba la de Vince Carter, quien fue traspasado junto con Ryan Anderson a Orlando Magic por Rafer Alston, Courtney Lee y Tony Battie. La 2009-10 fue la peor temporada en la historia de la franquicia. Tras comenzar con 16 derrotas consecutivas, Lawrence Frank fue despedido y reemplazado por su asistente Tom Barrise. Con las dos primeras derrotas del nuevo entrenador, los Nets alcanzaban la marca de 0-18, convirtiéndose en el peor comienzo de un equipo en la historia de la NBA. Kiki Vandeweghe sustituyó a Barrise en el banquillo el 4 de diciembre, con el veterano Del Harris como nuevo asistente. New Jersey acabó la campaña con un récord de 12 victorias y 70 derrotas, siendo así el quinto equipo que cae derrotado en 70 ocasiones en una temporada junto a Philadelphia 76ers de 1973 (9-73), Los Angeles Clippers de 1987 (12-70), Dallas Mavericks de 1993 (11-71) y Denver Nuggets de 1998 (11-71). 
El 10 de junio de 2010, Avery Johnson fue nombrado nuevo entrenador de los Nets, con Sam Mitchell como asistente.
El 23 de abril de 2012, los Nets jugaron su último partido en Nueva Jersey cayendo ante Philadelphia 76ers por 105 a 87. Su registro en la temporada 2011/2012 fue de 22 victorias y 44 derrotas.

### 2012-2015: Llegada a Brooklyn y un megaproyecto fallido

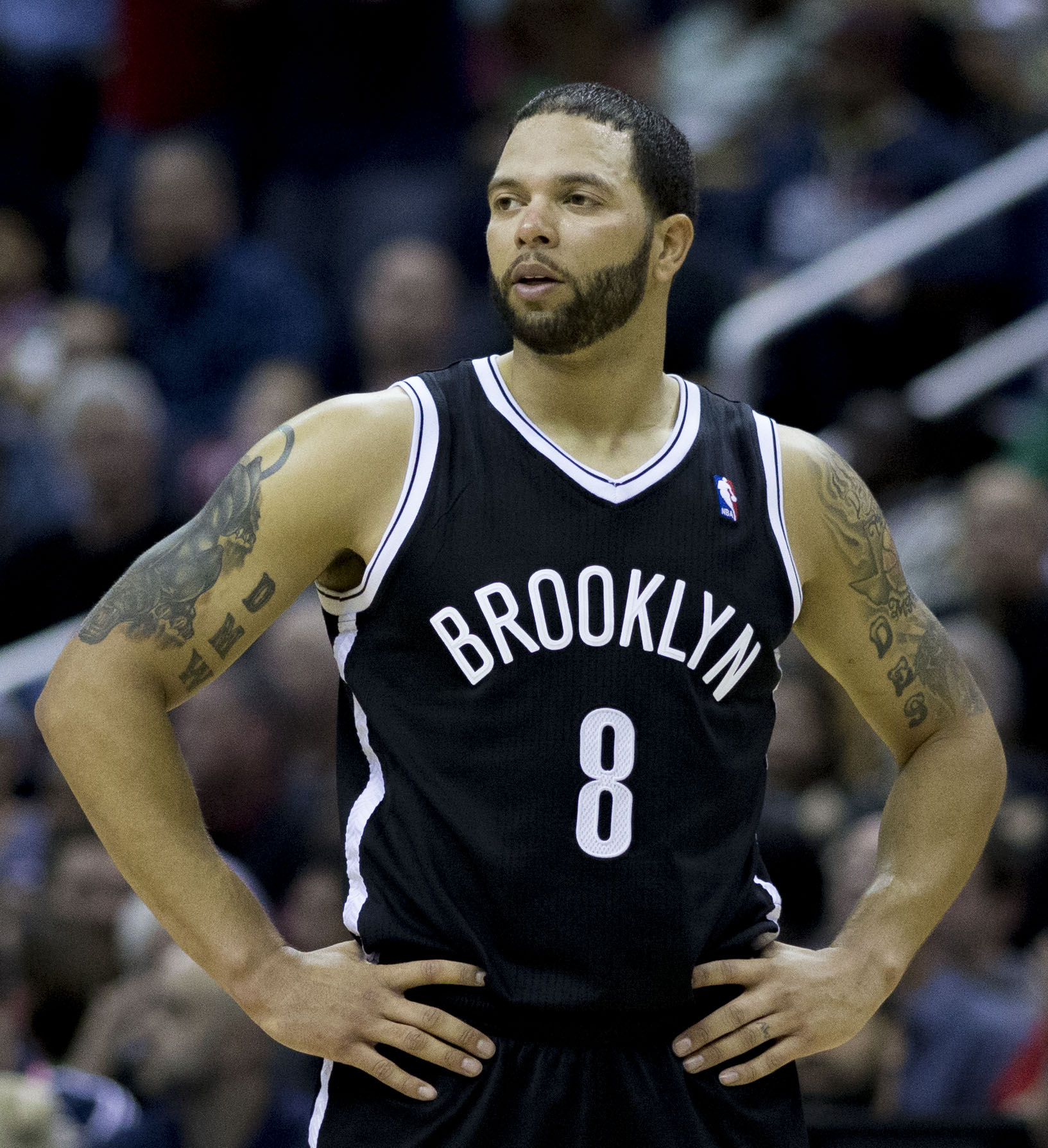
Deron Williams fue la estrella de los Nets entre 2011 y 2015.

Tras el traslado a Brooklyn, el propietario del equipo, el multimillonario ruso Mijaíl Prójorov, prometió que el equipo lucharía por el anillo. Apoyándose en el recién renovado Deron Williams, los Nets trataron de conseguir un equipo aspirante desde el comienzo. Tras intentar, sin éxito, el fichaje de Dwight Howard (que fue traspasado a Los Angeles Lakers), los Nets adquirieron a Joe Johnson, estrella de los Atlanta Hawks, a cambio de Anthony Morrow, DeShawn Stevenson, Jordan Farmar, Johan Petro y Jordan Williams. Así mismo, renovaron a Gerald Wallace y Brook Lopez.
El primer partido en la historia de los Nets en Brooklyn se produjo el 3 de noviembre de 2012 ante los Toronto Raptors, con victoria para los neoyorquinos por 107-100. El 27 de diciembre de 2012 Avery Johnson fue despedido después de una derrota frente a los Milwaukee Bucks por 108-93 que elevaba a once las derrotas en los últimos catorce partidos. P. J. Carlesimo se hizo cargo del equipo de manera interina hasta el final de la temporada. Con Carlesimo el equipo mejoró y terminó la campaña con un balance de 49 victorias y 33 derrotas, clasificándose por primera vez desde 2007 para los Playoffs, en los que cayeron en siete partidos ante los Chicago Bulls en la primera ronda.
En el verano de 2013 los Nets fueron los grandes protagonistas del mercado. El 13 de junio de Jason Kidd fue anunciado como nuevo entrenador de la franquicia para las cuatro temporadas siguientes. Un mes más tarde protagonizaron una de las operaciones más sonadas de la historia de la NBA traspasando a Keith Bogans, MarShon Brooks, Kris Humphries, Kris Joseph, Gerald Wallace y las futuras elecciones de primera ronda de los Drafts de 2014, 2016, 2017 y 2018 a los Boston Celtics a cambio de Kevin Garnett, Paul Pierce, Jason Terry, D. J. White y los picks de primera y segunda ronda del Draft de 2017.
Con un quinteto titular formado por Williams, Johnson, Pierce, Garnett y Lopez más jugadores como Terry, Andréi Kirilenko, Shaun Livingston y Mirza Teletović, entre otros, aportando desde el banquillo, los Nets formaron parte del teórico grupo de aspirantes a campeones en la temporada 2013-14. Sin embargo, el curso no transcurrió como se esperaba y los neoyorquinos ganaron cinco partidos menos que en la campaña anterior. Uno de los momentos más destacados se produjo el 23 de febrero de 2014, cuando Jason Collins se convirtió en el primer jugador declarado abiertamente homosexual en disputar un partido en la NBA. En Playoffs eliminaron a los Raptors en siete partidos, pero fueron eliminados en cinco por los Miami Heat en las semifinales del Este. Al término de la temporada, los Nets traspasaron los derechos de Jason Kidd a los Bucks a cambio de dos segundas rondas de Draft y Paul Pierce dejó el equipo para firmar por los Washington Wizards.
Para la temporada 2014-15 los Nets contrataron a Lionel Hollins como nuevo entrenador jefe. Sin apenas movimientos en el mercado a lo largo del año, el más destacado fue el traspaso de Kevin Garnett a los Minnesota Timberwolves a cambio de Thaddeus Young en febrero de 2015. El equipo terminó el año por debajo del 50% de victorias (38-44, mismo balance que los Indiana Pacers), pero lograron meterse en postemporada en el octavo puesto del Este. En la primera ronda de los Playoffs se midieron a los Atlanta Hawks, quienes eliminaron a los Nets en seis encuentros.

### 2015-2019: Una reconstrucción difícil
De cara a la temporada 2015-16 los Nets cortaron a Deron Williams, a quien todavía le quedaban dos años de contrato. En enero, Lionel Hollins y Billy King fueron despedidos como entrenador y mánager general, respectivamente. Sean Marks fue nombrado nuevo mánager general del equipo y anunció que los Nets iniciaban un largo proceso de reconstrucción. 

### 2019-2023: La era de Durant e Irving, otro proyecto infructuoso
El 30 de junio de 2019 Kevin Durant anunció a través de Instagram su intención de firmar con los Brooklyn Nets en cuanto abriera el mercado de fichajes. Unos días más tarde se hizo oficial el fichaje del alero por los Nets en un sign-and-trade en el que los neoyorquinos enviaron a los Golden State Warriors a D'Angelo Russell, Treveon Graham y Shabazz Napier. El 6 de julio de ese año los Nets ficharon también a Kyrie Irving procedente de los Boston Celtics como agente libre.
Con las adquisiciones de Irving y Durant los Nets se convirtieron en uno de los principales focos de atención de la NBA, a pesar de que KD iba a perderse toda la temporada 2019-20 por la rotura del tendón de Aquiles que sufrió en el quinto partido de las Finales de 2019. Ese verano de 2019 los neoyorquinos se hicieron también con los servicios de DeAndre Jordan, Wilson Chandler y Garrett Temple. Los Nets marchaban 30-34 en el momento de la suspensión de la temporada por la pandemia de COVID-19. Unos días antes Kenny Atkinson dimitió como entrenador del equipo. En la reaunudación en la Burbuja de Disney, sin la presencia de Irving por una lesión en los hombros, ganaron cinco de los ocho partidos que disputaron, dejando el balance final de la temporada en 35-37. En los Playoffs fueron barridos por los Toronto Raptors en la primera ronda.
En septiembre de 2020 los Brooklyn Nets anunciaron a Steve Nash como nuevo entrenador del equipo en sustitución del interino Jacque Vaughn. A mediados de enero de 2021 los Nets volvieron a protagonizar otro megatraspaso en el que adquirieron a James Harden en una operación a cuatro bandas. Los neoyorquinos enviaron a Caris LeVert a los Indiana Pacers, a Rodions Kurucs y las futuras elecciones de primera ronda de los Drafts de 2021, 2022, 2023, 2024, 2025, 2026 y 2027 a los Houston Rockets, y a Jarrett Allen y Taurean Prince a los Cleveland Cavaliers. En marzo de ese año los Nets ficharon a Blake Griffin y LaMarcus Aldridge después de que estos fuesen cortados por sus respectivos equipos. La temporada 2020-21 terminó con un balance de 48-24, en segunda posición de su conferencia, y clasificándose para Playoffs por tercer año consecutivo. En primera ronda se deshicieron de los Boston Celtics por 4-1, pero en semifinales cayeron ante los a la postre campeones Milwaukee Bucks en una eliminatoria resuelta en siete partidos.
La campaña 2021-22 fue complicada para los Nets. Kyrie Irving fue apartado del equipo debido a la que las restricciones de la ciudad de Nueva York para personas no vacunadas contra la COVID-19 impedían que el base entrenase en las instalaciones de los Nets ni jugar partidos como local. A pesar de seguir no vacunado, a mediados de diciembre los Nets anunciaron que Irving se reincorporaría al equipo, aunque hasta marzo no pudo disputar ningún encuentro en casa. El 10 de febrero de 2022 los Nets traspasaron a James Harden y a Paul Millsap a los Philadelphia 76ers a cambio de Ben Simmons, Seth Curry y Andre Drummond. Tras firmar una temporada regular con altibajos, los Nets terminaron en el séptimo puesto del Este con un balance de 44-38. Accedieron a Playoffs venciendo a los Cavaliers en el Play-In, pero fueron barridos por los Celtics en la primera ronda (0-4).
De cara a la 2022-23 el equipo no realizó ningún movimiento significativo durante el verano. Pero en febrero traspasan a Kyrie Irving y a Markieff Morris, a cambio de Dorian Finney-Smith y Spencer Dinwiddie ; y más tarde a Kevin Durant y a T. J. Warren a cambio de Mikal Bridges, Cam Johnson y Jae Crowder. Con estos cambios el equipo finalizó sexto de su conferencia, clasificándose para playoffs por quinto año consecutivo. Ya en postemporada, fueron barridos en primera ronda ante Philadelphia 76ers (0-4).

## Trayectoria

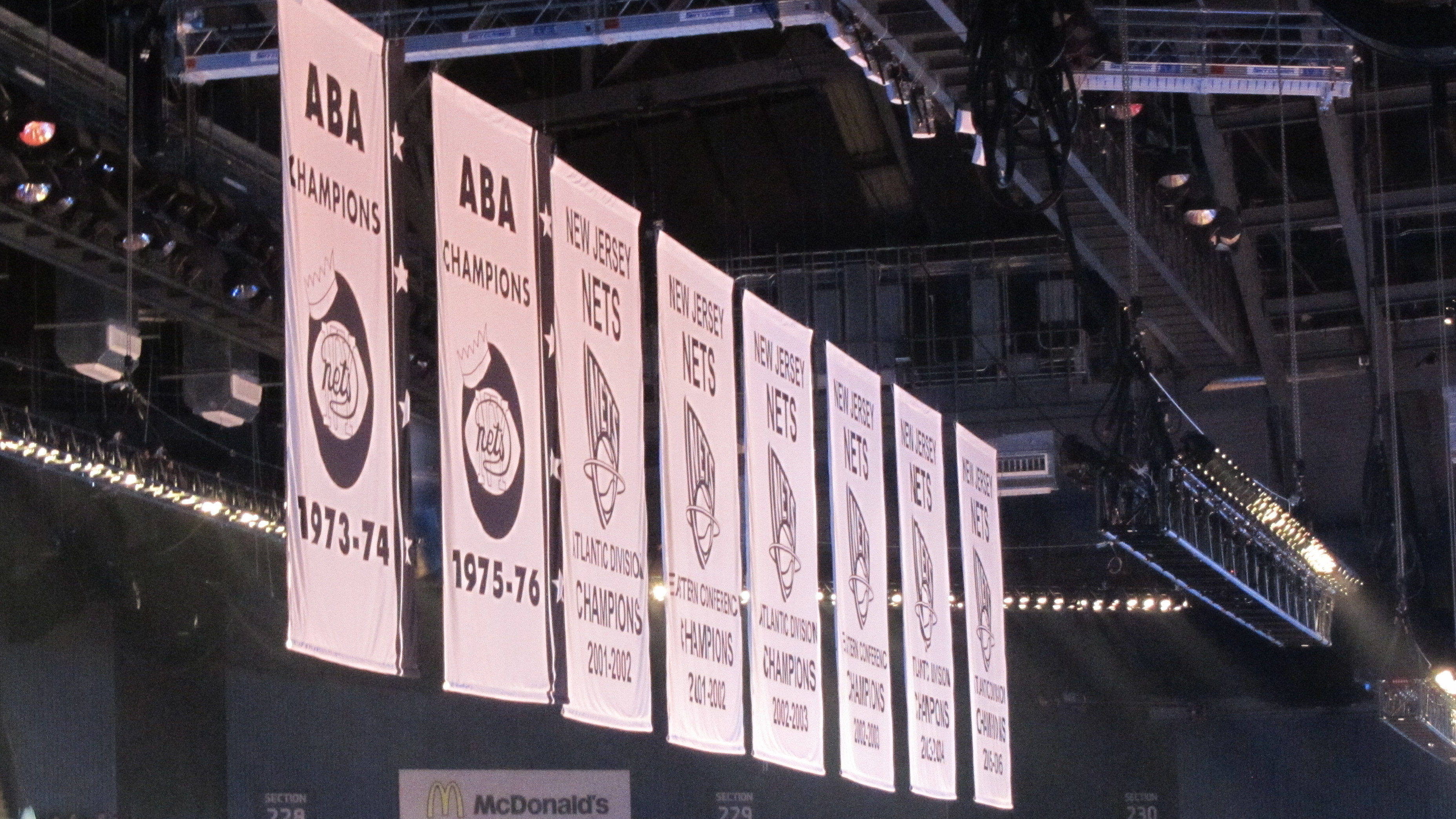
Banderolas con la trayectoria de los Nets.

Nota: G: Partidos ganados; P:Partidos perdidos; %:porcentaje de victorias
| Temporada                                                        | G    | P    | %    | Play-offs                                                                              | Resultado                                                                                            |
| ---------------------------------------------------------------- | ---- | ---- | ---- | -------------------------------------------------------------------------------------- | --- |
| New Jersey Americans (ABA) (No se incluye en los totales de G/P) |      |      |      |                                                                                        | |
| 1967-68                                                          | 36   | 43   | .456 |                                                                                        | |
| New York Nets                                                    |      |      |      |                                                                                        | |
| 1968-69                                                          | 17   | 61   | .218 |                                                                                        | |
| 1969-70                                                          | 39   | 45   | .464 | Pierde 1ª Ronda                                                                        | Kentucky 4, New York 3                                                                               |
| 1970-71                                                          | 40   | 44   | .476 | Pierde 1ª Ronda                                                                        | Virginia 4, New York 2                                                                               |
| 1971-72                                                          | 44   | 40   | .524 | Gana 1ª Ronda Gana Semifinales ABA Pierde Finales ABA                                  | New York 4, Kentucky 2 New York 4, Virginia 3 Indiana 4, New York 2                                  |
| 1972-73                                                          | 30   | 54   | .357 | Pierde 1ª Ronda                                                                        | Carolina 4, New York 1                                                                               |
| 1973-74                                                          | 55   | 29   | .655 | Gana 1ª Ronda Gana Semifinales ABA Gana Finales ABA                                    | New York 4, Virginia 1 New York 4, Kentucky 0 New York 4, Utah 1                                     |
| 1974-75                                                          | 58   | 26   | .690 | Pierde 1ª Ronda                                                                        | St. Louis 4, New York 1                                                                              |
| 1975-76                                                          | 55   | 29   | .655 | Gana Semifinales ABA Gana Finales ABA                                                  | New York 4, San Antonio 3 New York 4, Denver 2                                                       |
| New York Nets (NBA) (Se incluye en los totales de G/P)           |      |      |      |                                                                                        | |
| 1976-77                                                          | 22   | 60   | .268 |                                                                                        | |
| New Jersey Nets                                                  |      |      |      |                                                                                        | |
| 1977-78                                                          | 24   | 58   | .293 |                                                                                        | |
| 1978-79                                                          | 37   | 45   | .451 | Pierde 1ª Ronda                                                                        | Philadelphia 2, New Jersey 0                                                                         |
| 1979-80                                                          | 34   | 48   | .415 |                                                                                        | |
| 1980-81                                                          | 24   | 58   | .293 |                                                                                        | |
| 1981-82                                                          | 44   | 38   | .537 | Pierde 1ª Ronda                                                                        | Washington 2, New Jersey 0                                                                           |
| 1982-83                                                          | 49   | 33   | .598 | Pierde 1ª Ronda                                                                        | Nueva York 2, New Jersey 0                                                                           |
| 1983-84                                                          | 45   | 37   | .549 | Gana 1ª Ronda Pierde Semifinales Conferencia                                           | New Jersey 3, Philadelphia 2 Milwaukee 4, New Jersey 2                                               |
| 1984-85                                                          | 42   | 40   | .512 | Pierde 1ª Ronda                                                                        | Detroit 3, New Jersey 0                                                                              |
| 1985-86                                                          | 39   | 43   | .476 | Pierde 1ª Ronda                                                                        | Milwaukee 3, New Jersey 0                                                                            |
| 1986-87                                                          | 24   | 58   | .293 |                                                                                        | |
| 1987-88                                                          | 19   | 63   | .232 |                                                                                        | |
| 1988-89                                                          | 26   | 56   | .317 |                                                                                        | |
| 1989-90                                                          | 17   | 65   | .207 |                                                                                        | |
| 1990-91                                                          | 26   | 56   | .317 |                                                                                        | |
| 1991-92                                                          | 40   | 42   | .488 | Pierde 1ª Ronda                                                                        | Cleveland 3, New Jersey 1                                                                            |
| 1992-93                                                          | 43   | 39   | .524 | Pierde 1ª Ronda                                                                        | Cleveland 3, New Jersey 2                                                                            |
| 1993-94                                                          | 45   | 37   | .549 | Pierde 1ª Ronda                                                                        | Nueva York 3, New Jersey 1                                                                           |
| 1994-95                                                          | 30   | 52   | .366 |                                                                                        | |
| 1995-96                                                          | 30   | 52   | .366 |                                                                                        | |
| 1996-97                                                          | 26   | 56   | .317 |                                                                                        | |
| 1997-98                                                          | 43   | 39   | .524 | Pierde 1ª Ronda                                                                        | Chicago 3, New Jersey 0                                                                              |
| 1998-99                                                          | 16   | 34   | .320 |                                                                                        | |
| 1999-2000                                                        | 31   | 51   | .378 |                                                                                        | |
| 2000-01                                                          | 26   | 56   | .317 |                                                                                        | |
| 2001-02                                                          | 52   | 30   | .634 | Gana 1ª Ronda Gana Semifinales Conferencia Gana Finales Conferencia Pierde Finales NBA | New Jersey 3, Indiana 2 New Jersey 4, Charlotte 1 New Jersey 4, Boston 2 LA Lakers 4, New Jersey 0   |
| 2002-03                                                          | 49   | 33   | .598 | Gana 1ª Ronda Gana Semifinales Conferencia Gana Finales Conferencia Pierde Finales NBA | New Jersey 4, Milwaukee 2 New Jersey 4, Boston 0 New Jersey 4, Detroit 0 San Antonio 4, New Jersey 2 |
| 2003-04                                                          | 47   | 35   | .573 | Gana 1ª Ronda Pierde Semifinales Conferencia                                           | New Jersey 4, Nueva York 0 Detroit 4, New Jersey 3                                                   |
| 2004-05                                                          | 42   | 40   | .512 | Pierde 1ª Ronda                                                                        | Miami 4, New Jersey 0                                                                                |
| 2005-06                                                          | 49   | 33   | .598 | Gana 1ª Ronda Pierde Semifinales Conferencia                                           | New Jersey 4, Indiana 2 Miami 4, New Jersey 1                                                        |
| 2006-07                                                          | 41   | 41   | .500 | Gana 1ª Ronda Pierde Semifinales Conferencia                                           | New Jersey 4, Toronto 2 Cleveland 4, New Jersey 2                                                    |
| 2007-08                                                          | 32   | 45   | .416 |                                                                                        | |
| 2008-09                                                          | 34   | 48   | .415 |                                                                                        | |
| 2009-10                                                          | 12   | 70   | .146 |                                                                                        | |
| 2010-11                                                          | 24   | 58   | .293 |                                                                                        | |
| 2011-12                                                          | 22   | 44   | .333 |                                                                                        | |
| Brooklyn Nets                                                    |      |      |      |                                                                                        | |
| 2012-13                                                          | 49   | 33   | .598 | Pierde 1ª Ronda                                                                        | Chicago 4, Brooklyn 3                                                                                |
| 2013-14                                                          | 44   | 38   | .537 | Gana 1ª Ronda Pierde Semifinales Conferencia                                           | Brooklyn 4, Toronto 3 Miami 4, Brooklyn 1                                                            |
| 2014-15                                                          | 38   | 44   | .463 | Pierde 1ª Ronda                                                                        | Atlanta 4, Brooklyn 2                                                                                |
| 2015-16                                                          | 21   | 61   | .256 |                                                                                        | |
| 2016-17                                                          | 20   | 62   | .244 |                                                                                        | |
| 2017-18                                                          | 28   | 54   | .341 |                                                                                        | |
| 2018-19                                                          | 42   | 40   | .512 | Pierde 1ª Ronda                                                                        | Philadelphia 4, Brooklyn 1                                                                           |
| 2019-20                                                          | 35   | 37   | .486 | Pierde 1ª Ronda                                                                        | Toronto 4, Brooklyn 0                                                                                |
| 2020-21                                                          | 48   | 24   | .667 | Gana 1ª Ronda Pierde Semifinales Conferencia                                           | Brooklyn 4, Boston 1 Milwaukee 4, Brooklyn 3                                                         |
| 2021-22                                                          | 44   | 38   | .537 | Pierde 1ª Ronda                                                                        | Boston 4, Brooklyn 0                                                                                 |
| 2022-23                                                          | 45   | 37   | .549 | Pierde 1ª Ronda                                                                        | Philadelphia 4, Brooklyn 0                                                                           |
| 2023-24                                                          | 32   | 50   | .390 |                                                                                        | |
| 2024-25                                                          | 26   | 56   | .317 |                                                                                        | |
| Totales                                                          | 2054 | 2640 | .438 |                                                                                        | |
| Playoffs                                                         | 107  | 133  | .446 |                                                                                        | |

## Pabellones

### Antiguos pabellones
- Teaneck Armory (1967-1968)
- Long Island Arena (1968-1969)
- Island Garden (1969-1972)
- Nassau Veterans Memorial Coliseum (1972-1977)
- Rutgers Athletic Center (1977-1981)
- Izod Center (1981-2010)
- Prudential Center (2010-2012)

## Jugadores

### Derechos internacionales
Los Brooklyn Nets tienen los derechos internacionales sobre los siguientes jugadores.
| Draft | Ronda | Puesto | Jugador          | Pos. | Nacionalidad   | Equipo actual                    | Nota(s)                                                           | Ref    |
| ----- | ----- | ------ | ---------------- | ---- | -------------- | -------------------------------- | ----------------------------------------------------------------- | ------ |
| 2019  | 2     | 60     | Vanja Marinković | G/F  | Serbia         | Partizan Mozzart Bet (Serbia)    | Adquirido de Sacramento Kings (vía LA Clippers y Memphis)         | [ 63 ] |
| 2016  | 2     | 39     | David Michineau  | G    | Francia        | Bursaspor İnfo Yatırım (Turquía) | Adquirido de los Sacramento Kings (vía LA Clippers y New Orleans) | [ 64 ] |
| 2015  | 1     | 26     | Nikola Milutinov | C    | Serbia         | Olympiacos (Grecia)              | Adquirido de los San Antonio Spurs                                | [ 65 ] |
| 2015  | 2     | 49     | Aaron White      | F    | Estados Unidos | Toyama Grouses (Japón)           | Adquirido de los Washington Wizards                               | [ 66 ] |

### Miembros delBasketball Hall of Fame
- Nate Archibald
- Rick Barry
- Julius Erving
- Dražen Petrović
- Jason Kidd
- Kevin Garnett
- Paul Pierce

### Números retirados
- 3 - Dražen Petrović, B, 1990-93
- 5 - Jason Kidd, B, 2001-08
- 15 - Vince Carter, A, 2004-2009[67][68]
- 23 - John Williamson, B, 1973-80
- 25 - Bill Melchionni, B, 1969-76
- 32 - Julius Erving, A, 1973-76;
- 52 - Buck Williams, AP, 1981-89

### Estadísticas
Puntos totales temporada regular
| #                                           | Jugador           | Temporadas                   | Promedio | Partidos | Total  |
| ------------------------------------------- | ----------------- | ---------------------------- | -------- | -------- | ------ |
| 1                                           | Brook Lopez       | 2008 - 2017 (9)              | 18,6     | 562      | 10 444 |
| 2                                           | Buck Williams     | 1981 - 1988 (7)              | 16,4     | 635      | 10 440 |
| 3                                           | Vince Carter      | 2004 - 2009 (5)              | 23,6     | 374      | 8 834  |
| 4                                           | Richard Jefferson | 2001 - 2008 (7)              | 17,4     | 489      | 8 507  |
| 5                                           | Jason Kidd        | 2001 - 2008 (7)              | 14,5     | 506      | 7 373  |
| 6                                           | John Williamson   | 1973 - 1977 /1977 - 1980 (7) | 17,8     | 405      | 7 202  |
| 7                                           | Julius Erving     | 1973 - 1976 (3)              | 28,2     | 252      | 7 104  |
| Nota actualizados a 12 de noviembre de 2012 |                   |                              |          |          |        |

Rebotes totales temporada regular
| #                                           | Jugador         | Temporadas       | Promedio | Partidos | Total |
| ------------------------------------------- | --------------- | ---------------- | -------- | -------- | ----- |
| 1                                           | Buck Williams   | 1981 - 1988 (7)  | 11,9     | 635      | 7 576 |
| 2                                           | Billy Paultz    | 1970 - 1975 (5)  | 11,2     | 404      | 4 544 |
| 3                                           | Derrick Coleman | 1984 - 1994 (10) | 10,6     | 348      | 3 690 |
| 4                                           | Mike Gminski    | 1980 - 1988 (8)  | 6,7      | 550      | 3 671 |
| 5                                           | Jason Kidd      | 2001 - 2008 (7)  | 7,2      | 506      | 3 662 |
| 6                                           | Jayson Williams | 1992 - 1999 (7)  | 8,9      | 373      | 3 328 |
| Nota actualizados a 12 de noviembre de 2012 |                 |                  |          |          |       |

Asistencias totales temporada regular
| #                                           | Jugador           | Temporadas       | Promedio | Partidos | Total |
| ------------------------------------------- | ----------------- | ---------------- | -------- | -------- | ----- |
| 1                                           | Jason Kidd        | 2001 - 2008      | 9,1      | 506      | 4 620 |
| 2                                           | Bill Melchionni   | 1969 - 1976 (11) | 7,1      | 502      | 3 044 |
| 3                                           | Kenny Anderson    | 1977 - 1986 (9)  | 7,8      | 304      | 2 363 |
| 5                                           | Darwin Cook       | 1980 - 1986 (6)  | 4,2      | 464      | 1 970 |
| 6                                           | Vince Carter      | 2004 - 2009 (5)  | 4,7      | 374      | 1 762 |
| 7                                           | Richard Jefferson | 2001 - 2008 (7)  | 3,0      | 489      | 1 486 |
| Nota actualizados a 12 de noviembre de 2012 |                   |                  |          |          |       |

## Gestión

### General Managers
| GM               | Periodo       |
| ---------------- | ------------- |
| Mel Basel        | 1967–1969     |
| Charles Theokas  | 1969–1970     |
| Lou Carnesecca   | 1970–1973     |
| Roy Boe          | 1973–1974     |
| Dave DeBusschere | 1974–1975     |
| Roy Boe          | 1975–1978     |
| Charles Theokas  | 1978–1981     |
| Bob MacKinnon    | 1981–1983     |
| Lewis Schaffel   | 1983–1986     |
| Bob MacKinnon    | 1986–1987     |
| Harry Weltman    | 1987–1990     |
| Willis Reed      | 1990–1996     |
| John Calipari    | 1996–1999     |
| John Nash        | 1999–2000     |
| Rod Thorn        | 2000–2004     |
| Ed Stefanski     | 2004–2007     |
| Rod Thorn        | 2007–2008     |
| Kiki Vandeweghe  | 2008–2010     |
| Rod Thorn        | 2010          |
| Billy King       | 2010–2016     |
| Frank Zanin      | 2016          |
| Sean Marks       | 2016–presente |

## Premios
| Rookie del Año - Buck Williams - 1982 - Derrick Coleman - 1991 Mejor Entrenador del Año - Rod Thorn - 2002 Jugador Más Deportivo de la NBA - Patty Mills - 2022 | Mejor Quinteto de la Temporada - Jason Kidd - 2002, 2004 Segundo Mejor Quinteto de la Temporada - Buck Williams - 1983 - Jason Kidd - 2003 - Kevin Durant - 2022 Tercer Mejor Quinteto de la Temporada - Dražen Petrović - 1993 - Derrick Coleman - 1993, 1994 - Stephon Marbury - 2000 - Kyrie Irving - 2021 Mejor Quinteto Defensivo - Jason Kidd - 2002, 2006 Segundo Mejor Quinteto Defensivo - Buck Williams - 1988 - Jason Kidd - 2003, 2004, 2005, 2007 | Mejor Quinteto de Rookies - Bernard King - 1978 - Buck Williams - 1982 - Derrick Coleman 1991 - Keith Van Horn - 1998 - Kenyon Martin - 2001 - Brook López - 2009 Segundo Mejor Quinteto de Rookies - Chris Morris - 1989 - Kerry Kittles - 1997 - Richard Jefferson - 2002 - Nenad Krstić - 2006 - Marcus Williams - 2007 - MarShon Brooks - 2012 |